# محلة الحمام المنقوشة
محلة الحمام المنقوشة حي من الأحياء السكنية في مدينة الموصل القديمة في العراق، يقع في وسط المدينة التاريخية (على الجانب الغربي من نهر دجلة). يعتبر الحي صغيرًا مقارنة بمحلات المدينة الأخرى.

## سبب التسمية
أطلق اسم هذه المحلة على الحَمَّام القديم ذي النقوش الكثيرة الذي يقع ضمن حدودها.

## معالم المحلة
- جامع التكية البدوية ويعرف اليوم بمسجد أم التسعة: من لأهم معالم محلة الحمام المنقوشة وهو الذي يعتقد أنه يضم رفات شاه زنان بنت كسرى زوجة الحسين بن علي عليهما السلام.
- جامع الشيخ محمد
- مقبرة النفعة: وهي مقبرة مسيجة داخل المحلة.